# Hitman (film 2007)
Hitman – francusko-amerykański film sensacyjny z 2007 roku w reżyserii Xaviera Gensa, powstały na podstawie gier komputerowych z serii Hitman.

## Opis fabuły
Agent 47 jest znakomicie wyszkolonym płatnym zabójcą. Jego największą bronią są stalowe nerwy i duma, którą czerpie z pracy. 47 to kryptonim pod jakim jest znany, który stanowią dwie ostatnie cyfry kodu wytatuowanego z tyłu jego głowy. Zostaje uwikłany w groźną aferę, a gdy jego tropem ruszają agenci służb specjalnych, 47 walczy o przetrwanie, próbując odkryć, kto go wrobił i kto chce się go pozbyć raz na zawsze. Największym jego wyzwaniem nie są wrogowie, lecz własne sumienie i nieznane do tej pory uczucia, które budzi w nim piękna i tajemnicza dziewczyna.

## Obsada
- Timothy Olyphant – Agent 47
- Dougray Scott – Mike
- Olga Kurylenko – Nika
- Robert Knepper – Yuri
- Ulrich Thomsen – Mikhail Belicoff
- Michael Offei – Jenkins
- Henry Ian Cusick – Udre

## Nawiązania do gry
- Agencja – wszystkie części gry
- Diana – wszystkie części gry
- Spisek – część druga
- Atak w hotelu – podobny do misji Hunter And Hunted w części trzeciej
- Klony – części pierwszej, drugiej i trzeciej
- Zlecenia na całym świecie – wszystkie części gry
- Agent Smith – części pierwszej, drugiej, trzeciej i czwartej